# 蚣蝮

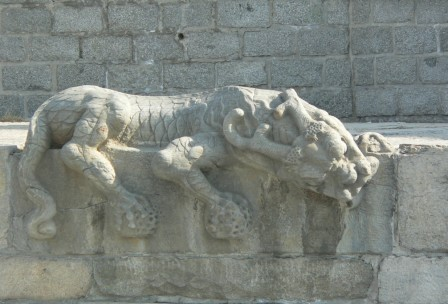
水辺の𧈢𧏡

𧈢𧏡（はか、拼音：Bāxià）は、竜生九子の一つ。覇下とも書かれる。
水を好み、柱や雨樋、橋や、水路の出口の意匠として彫られる。中国の故宮などの建物の欄干からたくさん頭を突き出した龍に似た動物がこれである。